# Chicago Film Critics Association Award/Vielversprechendster Schauspieler
Gewinner des Chicago Film Critics Association-Awards in der Kategorie  Vielversprechendster Schauspieler (Most Promising Performer). Die US-amerikanische Filmkritikervereinigung vergibt seit 2001 den Preis an den besten Schauspieler bzw. die beste Schauspielerin, deren Karriere noch am Anfang steht. Alljährlich werden Mitte Dezember die Auszeichnungen für die besten Filmproduktionen und Filmschaffenden des laufenden Kalenderjahres bekanntgegeben. Diese wurden wie bei der Oscar- oder Golden-Globe-Verleihung aus fünf Nominierten ausgewählt. Zwischen 1988 und 2000 existierten die Kategorien vielversprechendste Darstellerin und vielversprechendster Darsteller.
| Jahr | Preisträger(in)         | Filmtitel                                             | Deutscher Titel                                                                             |
| ---- | ----------------------- | ----------------------------------------------------- | ------------------------------------------------------------------------------------------- |
| 2001 | Audrey Tautou           | Le Fabuleux Destin d’Amélie Poulain                   | Die fabelhafte Welt der Amélie                                                              |
| 2002 | Maggie Gyllenhaal       | Secretary/Adaptation./Confessions of a Dangerous Mind | Secretary, Adaption – Der Orchideen-Dieb und Geständnisse – Confessions of a Dangerous Mind |
| 2003 | Keisha Castle-Hughes    | Whale Rider                                           | Whale Rider                                                                                 |
| 2004 | Catalina Sandino Moreno | Maria Full of Grace/Maria, llena eres de gracia       | Maria voll der Gnade                                                                        |
| 2005 | Miranda July            | Me and You and Everyone We Know                       | Ich und Du und Alle, die wir kennen                                                         |
| 2006 | Sacha Baron Cohen       | Borat and Talladega Nights: The Ballad of Ricky Bobby | Borat und Ricky Bobby – König der Rennfahrer                                                |
| 2007 | Michael Cera            | Juno und Superbad                                     | Juno und Superbad                                                                           |
| 2008 | Dev Patel               | Slumdog Millionaire                                   | Slumdog Millionär                                                                           |
| 2009 | Carey Mulligan          | An Education                                          | An Education                                                                                |
| 2010 | Jennifer Lawrence       | Winter’s Bone                                         | Winter’s Bone                                                                               |
| 2011 | Elizabeth Olsen         | Martha Marcy May Marlene                              | Martha Marcy May Marlene                                                                    |
| 2012 | Quvenzhané Wallis       | Beasts of the Southern Wild                           | Beasts of the Southern Wild                                                                 |
| 2013 | Adèle Exarchopoulos     | Blue is the Warmest Color                             | Blau ist eine warme Farbe                                                                   |
| 2014 | Jack O’Connell          | Starred Up/Unbroken                                   | Mauern der Gewalt und Unbroken                                                              |
| 2015 | Jacob Tremblay          | Room                                                  | Room                                                                                        |
| 2016 | Lucas Hedges            | Manchester by the Sea                                 | Manchester by the Sea                                                                       |
| 2017 | Timothée Chalamet       | Call Me by Your Name                                  | Call Me by Your Name                                                                        |
| 2018 | Elsie Fisher            | Eighth Grade                                          | Eighth Grade                                                                                |
| 2019 | Aisling Franciosi       | The Nightingale                                       | The Nightingale – Schrei nach Rache                                                         |
| 2020 | Sidney Flanigan         | Never Rarely Sometimes Always                         | Niemals Selten Manchmal Immer                                                               |
| 2021 | Alana Haim              | Licorice Pizza                                        | Licorice Pizza                                                                              |
| 2022 | Austin Butler           | Elvis                                                 | Elvis                                                                                       |
| 2023 | Charles Melton          | May December                                          | May December                                                                                |
| 2024 | Clarence Maclin         | Sing Sing                                             | Sing Sing                                                                                   |